# Sigfrid Sirenius
Sigfrid Selim Sigismund Sirenius, född 15 juli 1877 i Oripää, död 25 september 1961 i Helsingfors, var en finländsk präst, den kristligt-sociala settlementsrörelsens grundläggare i Finland.
Sirenius tjänstgjorde 1905–1912 som sjömanspräst i Antwerpen och London och var därefter 1918–1949 ledare (sekreterare, sedermera generalsekreterare) för den organiserade settlementsrörelsen i Finland och samtidigt 1919–1936 föreståndare för settlementet Kalliola i stadsdelen Berghäll i Helsingfors. Han var under mellankrigsdecennierna bland annat som en av president Relanders närmaste rådgivare något av en grå eminens i samhälleliga frågor.
Sirenius utgav bland annat memoarböckerna Ihmisiä, joilta sain (1953) och Ihmiset kuuntelivat toisiaan (1955). Han promoverades till teologie hedersdoktor 1927. 

## Utmärkelser
- Riddartecknet av I klass av Finlands Vita Ros’ orden[1]

[Redigera Wikidata]